# Louis Dierckx
Louis Dierckx (* 25. August 1947 in Izegem) ist ein ehemaliger belgischer Radrennfahrer und nationaler Meister im Radsport.

## Sportliche Laufbahn
Dierckx war im Straßenradsport aktiv. 1969 gewann er die nationale Meisterschaft im Mannschaftszeitfahren gemeinsam mit Ludo Van Der Linden, Willy Van Mechelen, Emile Cambré, Willy Verschueren und Willy Scheers. Er gewann das Etappenrennen Circuit Franco-Belge 1971 und holte dabei zwei Etappensiege. Am Ende der Saison wurde er von der Tageszeitung Het Volk als erfolgreichster belgischer Amateur geehrt.
1972 und 1973 startete er als Berufsfahrer. Danach fuhr er wieder als Amateur. Dierckx gewann in seiner Karriere eine Vielzahl von Kriterien und Rundstreckenrennen.